# Limited Run Games
A Limited Run Games, LLC amerikai videójáték-forgalmazó, a Mighty Rabbit Studios üzletága, melynek székhelye az észak-karolinai Raleighben található. A vállalat a korábban kizárólag digitális úton elérhető videójátékok fizikai adathordozón való megjelentetésére szakosodott, a játékokat a weboldalkun keresztül értékesítik. A céget Douglas Bogart és Josh Fairhurst alapította a videójátékok megőrzése céljából, illetve azon játékosok kiszolgálásából, akik a fizikai adathordozón kiadott játékokat előnyben részesítik a digitális letöltésekkel szemben. A Limited Run Games kizárólag a weboldalán keresztül jelenteti meg a játékokat, és szándékosan kis példányszámban készíti el azokat. Ennek fényében a csapat visszautasítja a korábbi címek újranyomását, még akkor is, ha arra nagy a kereslet. A cég neve utalás annak üzleti modelljére, mivel a játékaik meghatározott, korlátozott példányszámban és csak rövid ideig érhetőek el.

## Üzleti modell
Mivel a cég a Mighty Rabbit Studios része, ezért első két játéka belsős fejlesztés volt, amikkel felmérték a piacot és megvizsgálták, hogy van-e kereslet a fizikai kiadásokra. A vállalat ennek ellenére már az első játékuk, a Breach & Clear megjelenése előtt utalásokat tett arra, hogy megkötötték az első hivatalos közreműködésüket, ami végül az Oddworld: New ’n’ Tasty! lett. A Limited Run Games első két belsős fejlesztésű tesztjátéka után más fejlesztők projektjeivel kezdte bővíteni magát.
A Limited Run Games a fejlesztők elcsábítása érdekében vállalja a játékok fizikai legyártásának teljes költségét, illetve minden egyéb szükséges lépést is ők kezelnek. Viszonzásképpen a fejlesztőkre ugyanaz a díjszabás érvényes, mint amit a digitális forgalmazók kiszabtak rájuk. Ezek mellett a Limited Run Games játékai kizárólag a weboldalukon keresztül, csomagküldési címekként érhetőek el. Fairhurst elmondása szerint erre azért került sor, hogy „minimalizáljuk a felmerülő költségeket és maximalizáljuk a fejlesztőink végső bevételét.”
A Limited Run Games elsősorban a PlayStation konzolcsaládra jelentet meg játékokat. Ez a Microsoft és a Nintendo minimum játékrendelési mennyiségének „túl magas” volta körül kialakult kommunikációs nehézségek miatt van így. Ennek ellenére Douglas Bogart egy interjúban kifejtette, hogy érdeklődik a Nintendo Switch-címek megjelentetése körül, azt mondta, hogy „Nagyon pozitívnak néz ki a dolog és reménykedünk benne, hogy az első játékunk még ezen [2017] a nyáron meg fog jelenni, szorítsunk!”
A Limited Run Games szerint a PlayStation Vita az a rendszer, melyre a legnagyobb az érdeklődés a fizikai játékokra, kiemelve a konzol és a rajongóik közötti szoros kapcsolatot. Douglas Bogart társalapító ehhez hozzáfűzte, hogy „Úgy tűnik, hogy valószínűleg az összes Vita-rajongónk a legelkötelezettebb mind közül, így ha bármivel segíteni tudjuk őket, akkor bármit megteszünk értük; rendkívül támogatóaknak tűnnek.” A Limited Run Games munkatársai maguk is Vita-rajongók, a rendszert „a generáció Dreamcastjának” nevezték és szerintük az „a nyolcadik generáció elnyomott helyzetben lévő konzolja… kicsi a játéktára, de nem igazán vannak benne ócskaságok. Ami megjelenik rá az nagyon jó.”
Az összes Limited Run Games-kiadvány mellé csomagolnak egy matricát és egy képeslapot, a matrica színe és a képeslap dizájnja az adott játéktól függ. Bizonyos kiadványok mellé használati útmutatót, kétoldalú borítót és egyéb ajándéktárgyakat is mellékelnek. Példának okáért az Oddworld Stranger’s Wrath HD mellé játékkártyákat és kihajtogatható térképet is csomagoltak a kétoldalú borító, illetve a korlátozott borítóvariáns mellett.

## Megjelentetett játékai
| Megjelenés                                         | Cím                                               | Fejlesztő                        | Műfaj                                  | Platform | Platform | Példányszám | Példányszám |
| Megjelenés                                         | Cím                                               | Fejlesztő                        | Műfaj                                  | PSV      | PS4      | PSV         | PS4         |
| -------------------------------------------------- | ------------------------------------------------- | -------------------------------- | -------------------------------------- | -------- | -------- | ----------- | ----------- |
| 2015. október 28.                                  | Breach & Clear                                    | Mighty Rabbit Studios            | Körökre osztott stratégia              | Igen     | Nem      | 1500        | —           |
| 2016. január 2.                                    | Saturday Morning RPG                              | Mighty Rabbit Studios            | Szerep                                 | Igen     | Igen     | 2500        | 1980        |
| 2016. április 25.                                  | Oddworld: New ’n’ Tasty!                          | Just Add Water                   | Filmszerű platform                     | Igen     | Igen     | 2500        | 5000        |
| 2016. május 9.                                     | Futuridium EP Deluxe                              | MixedBag                         | Shoot ’em up                           | Igen     | Igen     | 2000        | 2000        |
| 2016. június 19.                                   | Octodad: Dadliest Catch                           | Young Horses                     | Kaland                                 | Igen     | Igen     | 3500        | 4500        |
| 2016. július 4.                                    | Lost Sea                                          | Eastasiasoft                     | Kaland                                 | Nem      | Igen     | —           | 3000        |
| 2016. július 4.                                    | Xeodrifter                                        | Renegade Kid                     | Metroidvania                           | Igen     | Igen     | 2300        | 2300        |
| 2016. július 29.                                   | Söldner-X 2: Final Prototype                      | SideQuest Studios                | Shoot ’em up                           | Igen     | Nem      | 3200        | —           |
| 2016. július 29.                                   | Breach & Clear: Deadline                          | Mighty Rabbit Studios, Gun Media | Körökre osztott stratégia              | Nem      | Igen     | —           | 3000        |
| 2016. augusztus 19.                                | Rainbow Moon                                      | SideQuest Studios                | Taktikai szerep                        | Igen     | Igen     | 3000        | 3000        |
| 2016. augusztus 19.                                | Shadow Complex Remastered                         | Chair Entertainment, Epic Games  | Metroidvania                           | Nem      | Igen     | —           | 7500        |
| 2016. szeptember 16.                               | Dragon Fantasy: The Black Tome of Ice             | The Muteki Corporation           | Szerep                                 | Igen     | Igen     | 3000        | 3000        |
| 2016. szeptember 30.                               | Mystery Chronicle: One Way Heroics                | Spike Chunsoft                   | Akció-szerep                           | Igen     | Igen     | 5000        | 5000        |
| 2016. szeptember 30.                               | Thomas Was Alone                                  | Mike Bithell                     | Logikai-platform                       | Igen     | Igen     | 4000        | 4000        |
| 2016. október 28.                                  | Shantae and the Pirate’s Curse                    | WayForward Technologies          | Platform, Metroidvania                 | Nem      | Igen     | —           | 6000        |
| 2016. október 28.                                  | Shantae: Risky's Revenge – Director’s Cut         | WayForward Technologies          | Platform, Metroidvania                 | Nem      | Igen     | —           | 6000        |
| 2016. október 31.                                  | Skullgirls 2nd Encore                             | Reverge Labs                     | Verekedős                              | Igen     | Igen     | 3831        | 7109        |
| 2016. november 11. TBA                             | Volume                                            | Mike Bithell Games               | Lopakodós                              | Igen     | Igen     | 4800        | ?           |
| 2016. november 25.                                 | Stealth Inc: A Clone in the Dark Ultimate Edition | Curve Studios                    | Lopakodós                              | Igen     | Igen     | 3600        | 3600        |
| 2016. december 16.                                 | Oddworld: Stranger’s Wrath HD                     | Just Add Water                   | Akció-kaland                           | Igen     | Nem      | 5500        | —           |
| 2016. december 16.                                 | Firewatch                                         | Campo Santo                      | Kaland                                 | Nem      | Igen     | —           | 7300        |
| 2016. december 30.                                 | Lone Survivor: The Director’s Cut                 | Superflat Games                  | Túlélőhorror                           | Igen     | Igen     | 3600        | 3600        |
| 2017. január 27.                                   | Oxenfree                                          | Night School Studio              | Kaland                                 | Nem      | Igen     | —           | 4500        |
| 2017. január 27.                                   | Aqua Kitty DX                                     | Tikipod                          | Shoot ’em up                           | Igen     | Igen     | 2800        | 2800        |
| 2017. február 3.                                   | Curses ’N Chaos                                   | Tribute Games                    | Arénaharc                              | Igen     | Igen     | 2800        | 2800        |
| 2017. február 3.                                   | The Swapper                                       | Facepalm Games                   | Logikai-platform                       | Igen     | Igen     | 3300        | 3300        |
| 2017. február 17.                                  | The Swindle                                       | Size Five Games                  | Lopakodós                              | Igen     | Igen     | 3000        | 3000        |
| 2017. február 17.                                  | Dear Esther Landmark Edition                      | Thechineseroom                   | Felfedezős                             | Nem      | Igen     | —           | 5000        |
| 2017. március 17.                                  | Runner2                                           | Gaijin Games                     | Platform                               | Igen     | Igen     | 4500        | 4500        |
| 2017. március 31.                                  | Pang Adventures                                   | PastaGames                       | Játéktermi                             | Nem      | Igen     | —           | 4500        |
| 2017. március 31.                                  | Mitsurugi Kamui Hikae                             | Playism                          | Akció                                  | Nem      | Igen     | —           | 4500        |
| 2017. március 31.                                  | Astebreed                                         | Playism                          | Shoot ’em up                           | Nem      | Igen     | —           | 4500        |
| 2017. április 14.                                  | Ray Gigant                                        | Experience Inc.                  | Szerep                                 | Igen     | Nem      | 5000        | —           |
| 2017. április 14.                                  | Flinthook                                         | Tribute Games                    | Akció                                  | Nem      | Igen     | —           | 4500        |
| 2017. április 28. (PS4) 2017. június 23. (PS Vita) | Dariusburst: Chronicle Saviours                   | Pyramid                          | Shoot ’em up                           | Igen     | Igen     | 4000        | 4800        |
| 2017. április 28.                                  | Nova-111                                          | Funktronic Labs                  | Kaland                                 | Igen     | Igen     | 2800        | 2800        |
| 2017. május 12.                                    | Mutant Mudds Deluxe                               | Renegade Kid                     | Akció-platform                         | Igen     | Igen     | 3000        | 3000        |
| 2017. május 12.                                    | Mutant Mudds Super Challenge                      | Renegade Kid                     | Akció-platform                         | Igen     | Igen     | 3000        | 3000        |
| 2017. május 26.                                    | Risk of Rain                                      | Hopoo Games                      | Akció-platform                         | Igen     | Igen     | 4000        | 4000        |
| 2017. június 9.                                    | Deemo: The Last Recital                           | Rayark Games                     | Ritmus                                 | Igen     | Nem      | 4800        | —           |
| 2017. június 9.                                    | Broken Age                                        | Double Fine Productions          | Kaland                                 | Igen     | Igen     | 4500        | 4500        |
| 2017. június 23.                                   | Furi: Definitive Edition                          | The Game Bakers                  | Shoot ’em up                           | Nem      | Igen     | —           | 5000        |
| 2017. július 14.                                   | Lili: Child of Geos                               | Panic Button                     | Akció-kaland                           | Nem      | Igen     | N/A         | 5000        |
| 2017. július                                       | Oceanhorn: Monster of Uncharted Seas              | Cornfox & Bros.                  | Akció-kaland, szerep                   | Igen     | Igen     | ?           | ?           |
| 2017 nyara                                         | Wonder Boy: The Dragon’s Trap                     | Lizardcube                       | Akció-platform                         | Nem      | Igen     | ?           | ?           |
| 2017. november–december                            | Ghost Blade HD                                    | Hucast                           | Shoot ’em up                           | Nem      | Igen     | —           | 2000        |
| ?                                                  | Cosmic Star Heroine                               | Zeboyd Games                     | Szerep                                 | Igen     | Igen     | 3000        | 3000        |
| ?                                                  | Nuclear Throne                                    | Vlambeer                         | Shoot ’em up, roguelike                | Igen     | Igen     | ?           | ?           |
| ?                                                  | Fallen Legion: Flames of Rebellion                | YummyYummyTummy                  | Akció-kaland, role-playing             | Igen     | Nem      | ?           | —           |
| ?                                                  | Fallen Legion: Sins of an Empire                  | YummyYummyTummy                  | Akció-kaland, role-playing             | Nem      | Igen     | —           | ?           |
| ?                                                  | Salt and Sanctuary                                | Ska Studios                      | Akció-szerep                           | Igen     | Igen     | ?           | ?           |
| ?                                                  | YIIK: A Postmodern RPG                            | Ackk Studios                     | Szerep                                 | Igen     | Igen     | ?           | ?           |
| ?                                                  | Dragon Fantasy: Volumes of Westeria               | The Muteki Corporation           | Szerep                                 | Igen     | Igen     | ?           | ?           |
| ?                                                  | Plague Road                                       | Arcade Distillery                | Roguelike, körökre osztott stratégia   | Igen     | Igen     | ?           | ?           |
| ?                                                  | Sharin no Kuni: The Girl Among the Sunflowers     | Akabeisoft2                      | Visual novel                           | Igen     | Nem      | ?           | —           |
| ?                                                  | Fault Milestone One                               | Alice in Dissonance              | Visual novel                           | Igen     | Igen     | ?           | ?           |
| ?                                                  | Rabi-Ribi                                         | CreSpirit                        | Bullet hell                            | Igen     | Igen     | ?           | ?           |
| ?                                                  | World End Economica                               | Spicy Tails                      | Visual novel                           | Igen     | Igen     | ?           | ?           |
| ?                                                  | Narcissu: 10th Anniversary Anthology              | Stage-nana                       | Visual novel                           | Igen     | Igen     | ?           | ?           |
| ?                                                  | Forma.8                                           | MixedBag                         | Metroidvania                           | Igen     | Igen     | ?           | ?           |
| ?                                                  | Battle Princess Madelyn                           | Causal Bit Games                 | Platform                               | Igen     | Igen     | ?           | ?           |
| ?                                                  | Drive!Drive!Drive!                                | Different Cloth                  | Verseny                                | Nem      | Igen     | —           | 3000        |
| ?                                                  | Tharsis                                           | Choice Provisions                | Körökre osztott stratégia, kártyajáték | Nem      | Igen     | —           | ?           |
| ?                                                  | The Bit.Trip                                      | Choice Provisions                | Akció-platform                         | Igen     | Igen     | ?           | ?           |
| ?                                                  | Sundered                                          | Thunder Lotus Games              | Metroidvania                           | Nem      | Igen     | —           | ?           |
| ?                                                  | Ys Origin                                         | DotEmu                           | Akció-szerep                           | Igen     | Igen     | ?           | ?           |
| ?                                                  | Mages of Mystralia'                               | Borealys Games                   | Akció-kaland                           | Nem      | Igen     | —           | ?           |
| ?                                                  | Night Trap: 25th Anniversary Edition              | Screaming Villains               | Interaktív film                        | Nem      | Igen     | —           | ?           |
| ?                                                  | Home                                              | Benjamin Rivers Inc.             | Kaland                                 | Igen     | Igen     | ?           | ?           |
| ?                                                  | Croixleur Sigma                                   | Souvenir Circ.                   | Hack and slash                         | Igen     | Igen     | ?           | ?           |
| ?                                                  | Layers of Fear                                    | Bloober Team                     | Pszichológiai horror                   | Nem      | Igen     | —           | ?           |
| ?                                                  | Bard’s Gold                                       | Pixel Lantern                    | Platform                               | Igen     | Igen     | ?           | ?           |
| ?                                                  | Factotum 90                                       | TACS Games                       | Logikai                                | Igen     | Igen     | ?           | ?           |
| ?                                                  | Mercenary Kings                                   | Tribute Games                    | Shoot ’em up                           | Igen     | Igen     | ?           | ?           |
| ?                                                  | Claire: Extended Cut                              | Hailstorm Games                  | Túlélőhorror                           | Igen     | Igen     | ?           | ?           |
| ?                                                  | Jotun                                             | Thunder Lotus Games              | Akció-kaland                           | Nem      | Igen     | —           | ?           |
| ?                                                  | Aaero                                             | Mad Fellows Games                | Shoot ’em up                           | Nem      | Igen     | —           | ?           |
| ?                                                  | The Flame in the Flood                            | The Molasses Flood               | Roguelike                              | Nem      | Igen     | —           | ?           |
| ?                                                  | Kero Blaster                                      | Studio Pixel                     | Akció                                  | Nem      | Igen     | —           | ?           |
| ?                                                  | 2064: Read Only Memories                          | MidBoss                          | Grafikus kaland                        | Igen     | Igen     | —           | ?           |
| ?                                                  | Momodora: Reverie Under the Moonlight             | Bombservice                      | Metroidvania                           | Nem      | Igen     | —           | ?           |
| ?                                                  | VA-11 HALL-A                                      | Sukeban Games                    | Visual novel                           | Igen     | Nem      | ?           | —           |
| ?                                                  | Rive                                              | Two Tribes                       | Platform                               | Nem      | Igen     | —           | ?           |
| ?                                                  | Salt and Sanctuary                                | Ska Studios                      | Metroidvania                           | Igen     | Igen     | ?           | ?           |
| ?                                                  | The Bunker                                        | Splendy Games                    | Kaland                                 | Nem      | Igen     | —           | ?           |
| ?                                                  | SteamWorld Dig                                    | Image & Form                     | Akció-kaland                           | Igen     | ?        | ?           | ?           |
| ?                                                  | SteamWorld Heist                                  | Image & Form                     | Akció-kaland                           | Igen     | ?        | ?           | ?           |

## Fordítás
Ez a szócikk részben vagy egészben  a   Limited Run Games című angol Wikipédia-szócikk ezen változatának fordításán alapul.  Az eredeti cikk szerkesztőit annak laptörténete sorolja fel. Ez a jelzés csupán a megfogalmazás eredetét és a szerzői jogokat jelzi, nem szolgál a cikkben szereplő információk forrásmegjelöléseként.